# Hyalomnesicles
Hyalomnesicles is een geslacht van rechtvleugeligen uit de familie Chorotypidae. De wetenschappelijke naam van dit geslacht is voor het eerst geldig gepubliceerd in 1974 door Descamps.

## Soorten
Het geslacht Hyalomnesicles  is monotypisch en omvat slechts de volgende soort:
- Hyalomnesicles pustulatus (Descamps, 1974)